# 葉姆瓦
62°35′N 50°51′E / 62.583°N 50.850°E
葉姆瓦（俄语：Емва）是俄羅斯科米共和國西部的一個城市，位於維姆河畔，距瑟克特夫卡爾130公里。2002年人口16,739人。
1941年建立。1985年設市並改現名。